# Пино ноар
Пино ноар (на френски: Pinot noir) е стар червен винен сорт грозде, произхождащ от района на Бургундия и Шампан-Ардени, Франция. Освен във Франция (29576 ха) е разпространен и в Германия (11820 ха), Италия (4000 ха), Австрия (410 ха), Швейцария (4430 ха), Испания, Молдова, Великобритания, Южна Африка (648 ха), САЩ (16650 ха), Канада, Австралия (4392 ха) и Нова Зеландия (4650 ха). Сортът мутира лесно: има над 1000 различни клона принадлежащи към семейството на Пино Ноар, включително известните сортови мутации Пино блан и Пино гри.
Известен е и с наименованията: Пино неро, Пино фран, Пино чёрный, Блау Бургундер, Пино негро, Округла ранка, Пино черен и др.
Ранно зреещ сорт: гроздето узрява в края на август. Лозите се развиват най-добре, когато са засадени в по хладни райони на склонове с хумусно-карбонатни и варовити почви. Лозите са устойчиви на ниски температури. Пино ноар е от малкото червени сортове, които зреят достатъчно рано, за да се развиват успешно и в най-студените климатични региони като тези в Германия и Швейцария. Лозите имат среден растеж, добра родовитост и среден добив. Средно устойчив на мана и оидиум, слабо устойчив на сиво гниене.
Гроздът е малък до среден (66 – 120 г.), цилиндричен, сбит. Зърната са дребни (1,3 г.), сферични, деформирани, синьочерни, с изобилен восъчен налеп. Кожицата е тънка и жилава. Месото е сочно, нежно, с хармоничен вкус. Сокът е безцветен.
Съдържанието на захари в мъстта е 21,4 г./100 мл., киселинността 7,7 г./л. В зависимост от местоотглеждането гроздето се използва за получаване на висококачествени червени вина и шампански виноматериали. Вината от този благороден сорт се отличават със средно интензивен до интензивен цвят и с аромати на червени, понякога черни горски плодове, гъби и горска шума. Най-доброто място за сорта е в Бургундия. Бургундските вина са толкова изключителни, че винарите по цял свят свят се опитват да ги имитират, безуспешно. Заедно със сортовете Шардоне и Пино гри влиза в състава на висококачествените шампански и други пенливи вина.